# Pallavolo Azzurra Alessano
La Pallavolo Azzurra Alessano è una società pallavolistica maschile italiana: milita nel campionato di Serie A3.

## Storia
La Pallavolo Azzurra Alessano nasce nel 1991 e si concentra sul settore giovanile, ottenendo subito ottimi risultati nei campionati provinciali: la squadra in pochi anni centra diverse promozioni, passando dal campionato di terza divisione alla Serie D. Dopo diversi anni trascorsi nelle categorie inferiori, nel 2003 diventa presidente Massimo Venneri: sotto il suo impulso vengono raggiunti risultati importanti, fra cui la vittoria del campionato di Serie C 2008-09, che vale l'accesso alla quarta serie nazionale. L'arrivo di Alessandro Medico in panchina coincide poi con due promozioni consecutive: dalla Serie B2 alla Serie B1 alla Serie A2. Al termine della stagione 2016-17 retrocede in Serie B1, a seguito della sconfitta nei play-out. Viene tuttavia ripescata nella serie cadetta per la stagione 2017-18. Al termine della stagione 2018-19 retrocede nella neonata Serie A3.
Nella stagione 2021-22 ottiene la prima partecipazione alla Coppa Italia di categoria dove raggiunge la semifinale che perde ad opera del Prata.

## Rosa 2022-2023
| N° | Nome                | Ruolo | Data di nascita  | Nazionalità sportiva |
| -- | ------------------- | ----- | ---------------- | -------------------- |
| 1  | Tiziano Mazzone     | S     | 22 luglio 1995   | Italia               |
| 2  | Riccardo Morciano   | L     | 24 marzo 2002    | Italia               |
| 3  | Alessio Ferrini     | S     | 15 ottobre 1995  | Italia               |
| 4  | Calogero Tulone     | P     | 26 luglio 1996   | Italia               |
| 6  | Davide Coppola      | C     | 20 ottobre 2005  | Italia               |
| 7  | Edvinas Vaškelis    | S     | 20 giugno 1996   | Lituania             |
| 8  | Francesco Fortes    | C     | 31 marzo 1999    | Italia               |
| 9  | Federico Giacomini  | O     | 5 luglio 2000    | Italia               |
| 10 | Federigo Del Campo  | S     | 3 ottobre 1994   | Italia               |
| 11 | Stefano Pepe        | C     | 17 aprile 2003   | Italia               |
| 12 | Francesco Giaffreda | L     | 20 dicembre 2000 | Italia               |
| 15 | Marinfranco Agrusti | C     | 26 gennaio 1999  | Italia               |
| 16 | Giacomo Carachino   | P     | 9 novembre 2001  | Italia               |